# Колвелл (Айова)
Колвелл (англ. Colwell) — місто (англ. city) в США, в окрузі Флойд штату Айова. Населення — 55 осіб (2020).

## Географія
Колвелл розташований за координатами 43°9′28″ пн. ш. 92°35′28″ зх. д. / 43.15778° пн. ш. 92.59111° зх. д. (43.157709, -92.591042).  За даними Бюро перепису населення США в 2010 році місто мало площу 0,48 км², уся площа — суходіл.

## Демографія
Згідно з переписом 2010 року, у місті мешкали 73 особи в 30 домогосподарствах у складі 22 родин. Густота населення становила 153 особи/км².  Було 35 помешкань (74/км²).
Расовий склад населення:
| - 97,3 % — білих |

До двох чи більше рас належало 2,7 %. Частка іспаномовних становила 0,0 % від усіх жителів.
За віковим діапазоном населення розподілялося таким чином: 27,4 % — особи молодші 18 років, 54,8 % — особи у віці 18—64 років, 17,8 % — особи у віці 65 років та старші. Медіана віку мешканця становила 42,8 року. На 100 осіб жіночої статі у місті припадало 87,2 чоловіків;  на 100 жінок у віці від 18 років та старших — 96,3 чоловіків також старших 18 років.
Середній дохід на одне домашнє господарство  становив 51 346 доларів США (медіана — 46 250), а середній дохід на одну сім'ю — 57 671 долар (медіана — 54 375). За межею бідності перебувало 24,1 % осіб, у тому числі 50,0 % дітей у віці до 18 років та 37,5 % осіб у віці 65 років та старших.
Цивільне працевлаштоване населення становило 54 особи. Основні галузі зайнятості: роздрібна торгівля — 29,6 %, мистецтво, розваги та відпочинок — 18,5 %, освіта, охорона здоров'я та соціальна допомога — 14,8 %.